# Zeekr
Zeekr  (prononcé « zikeur ») est un constructeur automobile chinois appartenant au groupe Geely Automobile Holdings. Fondée en 2021, il est spécialisé dans les voitures électriques. Sa filiale Zeekr Power couvre plus de 110 villes avec plus de 660 stations.

## Histoire
Zeekr est fondée en mars 2021 comme constructeur haut de gamme de véhicules à batterie par le groupe Geely pour concurrencer Nio et Tesla, entre autres. Les modèles Zeekr sont basés sur la plateforme technique SEA de Volvo, présentée à l'automne 2020,. En décembre 2021, Geely a annoncé que Zeekr collaborerait avec Waymo pour développer un véhicule autonome tout électrique pour les États-Unis. En janvier 2022, une coopération entre Zeekr et Mobileye a été annoncée. L'objectif est d'avoir la conduite autonome de niveau 4 en production d'ici 2024,.
En janvier 2022, une coopération entre Zeekr et Mobileye a été annoncée pour étendre leur partenariat technologique stratégique avec pour objectif de livrer les premiers véhicules autonomes grand public au monde dotés de capacités de L4 d'ici 2024,.
En août 2022, Zeekr a annoncé sa coopération avec CATL, devenant ainsi la première marque à utiliser les batteries longue portée Qilin de CATL pour la production de masse mondiale. Le Zeekr 001 sera le premier modèle à utiliser les nouvelles batteries, leur permettant d'avoir une autonomie purement électrique dépassant 1 000 kilomètres (621,371192 mi).
Zeekr a levé 500 millions de dollars lors de sa première levée de fonds externe auprès de cinq investisseurs, dont Intel Capital, CATL, Bilibili en août 2021. Le 13 février 2023, Zeekr est valorisée à 13 milliards de dollars après avoir levé 750 millions de dollars auprès de cinq investisseurs. En mai 2024, Zeekr a déposé son introduction en bourse (IPO) à la Bourse de New York. Zeekr a levé environ 441 millions de dollars américains, ce qui en fait la plus grande introduction en bourse d'une entreprise chinoise depuis 2021.
En août 2024, Zeekr a été critiqué pour avoir lancé le modèle 2025 du Zeekr 001 en Chine, six mois seulement après la sortie de la version précédente en février 2024. Cela a provoqué des protestations parmi les clients qui avaient récemment acheté l'ancien modèle, car leurs véhicules ont été rapidement remplacés par une version plus récente. Le modèle 2024 était équipé de puces Mobileye, qui ne peut pas être mis à niveau vers le nouveau système Haohan Intelligent Driving 2.0 à partir du modèle 2025. En réponse, le président de Geely Holding et PDG de Zeekr, An Conghui, a reconnu le problème : admettant que l’entreprise aurait pu mieux communiquer ses plans de lancement de produits.

### Restructuration 2024
En novembre 2024, les structures de capitaux propres de Geely Auto, Zeekr et Lynk & Co ont été modifiées conformément à la stratégie de restructuration de Geely Holding Group. Geely Holding Group a transféré sa participation de 11,3 % dans Zeekr Intelligent Technology (Zeekr) à Geely Automobile Holdings (Geely Auto). En conséquence, la participation de Geely Auto dans Zeekr est passée à 62,8 %,. Zeekr a ensuite annoncé l'acquisition d'une participation de 20 % dans Lynk & Co auprès de Geely Auto pour 3,6 milliards de yuans, ainsi que la participation de 30 % de Volvo Cars dans Lynk & Co pour 5,4 milliards de yuans. Cette transaction a porté la participation de Zeekr dans Lynk & Co à 51 %, tandis que les 49 % restants continuent d'être détenus par Geely Auto,.
En décembre 2024, Lin Jinwen, vice-président de Zeekr Intelligent Technology, a déclaré sur le réseau social chinois Weibo qu'à la suite de l'intégration de Zeekr et Lynk & Co, l'entité commerciale « Zhejiang Zeekr Intelligent Technology » resterait inchangée mais fonctionnerait sous un nouveau nom, "Zeekr Technology Group",.
En mai 2025, Geely annonce l'acquisition de la participation de 34,3 % qu'il ne détient pas dans Zeekr pour 2,2 milliards de dollars.

## Modèles

### Zeekr 001

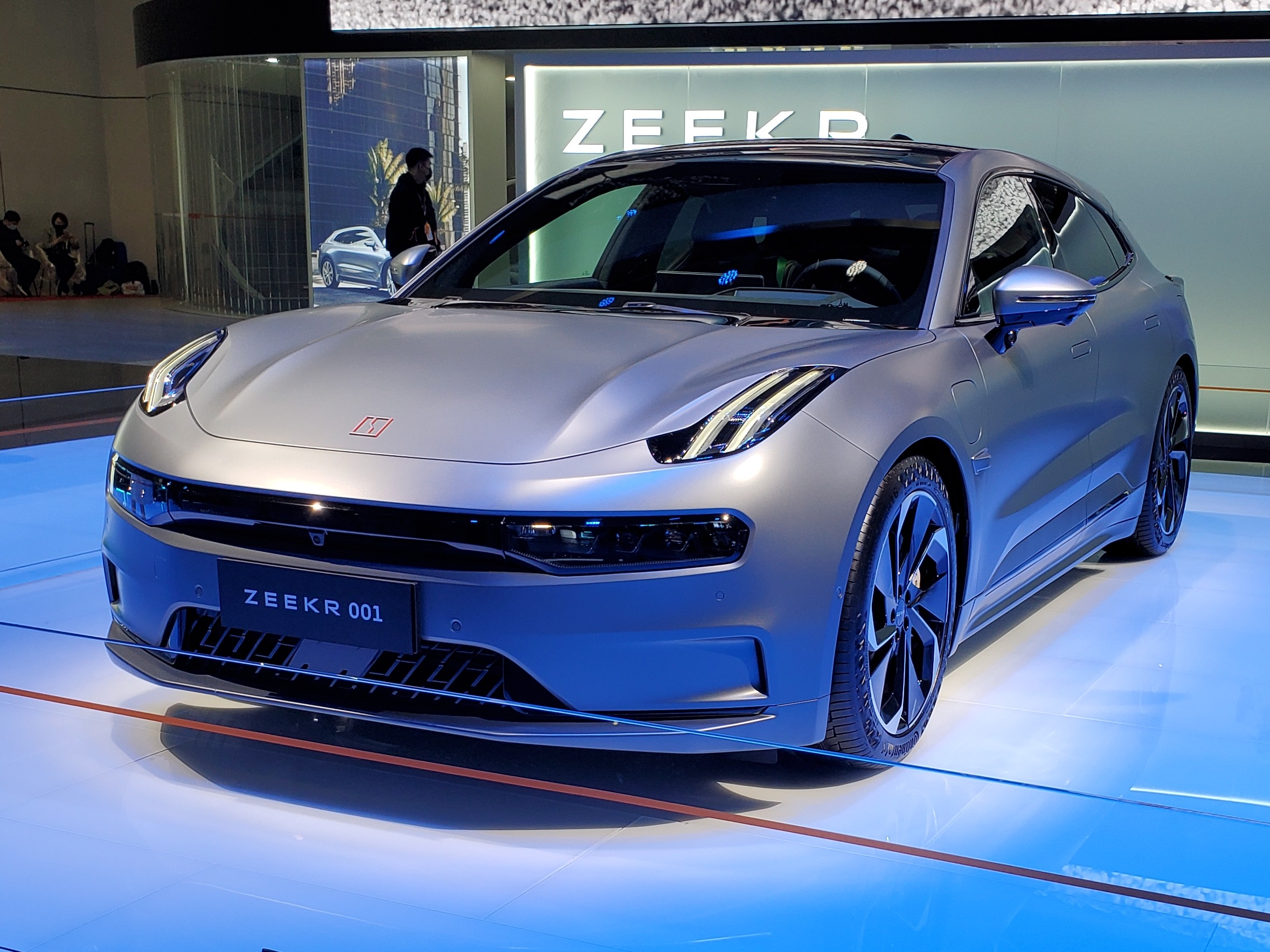
Zeekr 001.

La Zeekr 001 est le premier modèle du constructeur, présenté au salon de l'automobile de Shanghai en avril 2021. Le lancement a eu lieu en octobre 2021 sur le marché de la Chine continentale. Dès 2022, la 001 sera également commercialisée hors de Chine. Le groupe Geely a déjà montré un premier aperçu de ce véhicule en septembre 2020 avec le Zero Concept. Cependant, cela était toujours présenté sous la marque Lynk & Co.

### Zeekr 009
Le Zeekr 009 est un grand monospace de luxe lancé en 2022.

### Zeekr X
Le Zeekr X est un SUV compact commercialisé à partir de juin 2023.

### Zeekr 7X
Le Zeekr 7X est un SUV commercialisé à partir de 2024, basé sur la Smart 5.

## Ventes
Au cours de la première année de vente, Zeekr a vendu 6 007 véhicules en Chine.